# 中山香町
中山香町（なかやまがまち）は、大分県速見郡にあった町。現在の杵築市の一部にあたる。

## 地理
鹿鳴越山系の北面一帯、上市川の流域に位置していた。

## 歴史
- 1889年（明治22年）4月1日、町村制の施行により、速見郡野原村、内河野村が合併して村制施行し、中山香村が発足[1][2]。旧村名を継承した野原、内河野の2大字を編成[2]。
- 1893年（明治26年）暴風雨で八坂川が氾濫し大きな被害を受ける[2]。
- 1908年（明治41年）暴風雨で八坂川が氾濫し大きな被害を受ける[2]。
- 1938年（昭和13年）10月1日、町制施行し中山香町となる[2]。
- 1946年（昭和21年）鹿鳴越北面に開拓団が入植[2]。1950年（昭和25年）津山地区・中尾地区・徳田地区に開拓団入植[2]。
- 1947年（昭和22年）公民館開館[2]
- 1948年（昭和23年）農業協同組合設立[2]
- 1951年（昭和26年）4月1日、速見郡東山香村、上村と合併し山香町を新設して廃止された[1][2]。

## 産業
- 農業、珪藻土[2]

### 鉱山
- 鶴成金山（1907年から昭和初期まで操業）[2]

### 珪藻土
- 1931年（昭和6年）豊国珪藻土工業所設立[2]
- 1936年（昭和11年）田中珪藻土工業所設立[2]

## 交通

### 鉄道
- 1910年（明治43年）国有鉄道大分線（現日豊本線）が開通し大字野原に中山香駅開設[2]。

## 教育
- 1948年（昭和23年）大分県立日出高等学校（のち大分県立日出暘谷高等学校）山香分校開校[2]